# Дейл Купер

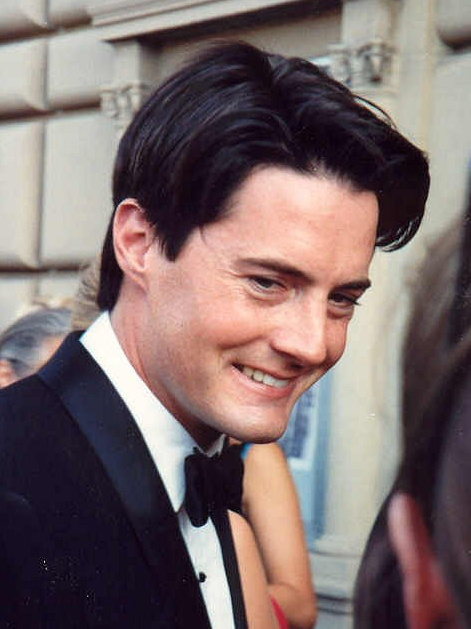
Кайл Маклахлен, виконавец ролі агента Купера у серіалі «Твін Пікс» та фільмі «Твін Пікс: Вогонь, іди зі мною»

Спеціальний агент ФБР Дейл Бартолом'ю Купер — вигаданий персонаж з серіалу «Твін Пікс», втілений на екрані Кайлом Маклахленом. Він є головним героєм серіалу, а також з'являється у фільмі-пріквелі «Твін Пікс: Вогонь, іди зі мною».
Агент ФБР Купер прибув у місто Твін Пікс для розслідування жорстокого вбивства популярної місцевої дівчини, Лори Палмер. Він одразу закохався у місто та завоював повагу у колі знайомих. У нього маса особливих рис поведінки, наприклад, підняття великого пальця догори у випадках, коли він задоволений, розвинене почуття гумору, любов до чудових вишневих пирогів та «по-диявольски смачної чашки кави» (англ. "damn fine cup of coffee"). Одна з найвідоміших звичок Купера — записування на диктофон власного голосу, у яких він звертається до таємничої жінки Дайани. Ці записи містять повсякденні спостереження та думки, що приходять у його голову, відтак диктофон виконує роль щоденника Купера.

## Біографія
Народився 19 квітня 1959 року, закінчив коледж Хейвенфорд. Глибоко цікавиться тибетською міфологією та міфами американських індіанців. Значну частину його роботи засновано на інтуїції, та навіть на снах. Роботу у ФБР Купер розпочав у відділенні ФБР Філадельфії, штат Пенсільванія. Саме там у Купера почалися партнерські стосунки з досвідченішим Віндомом Ерлом. Через деякий час дружина Ерла стала свідком федерального злочину. Ерла та Купера було приставлено для її захисту і саме в цей час у Купера з Керолайн почалися любовні стосунки. Однієї ночі у Піттсбурзі Купер втратив пильність і Керолайн була вбита власним чоловіком. Віндом Ерл «втратив голову» та згодом був направлений до психіатричної клініки. Купер був спустошений втратою жінки, як він пізніше говорив, кохання всього його життя, та присягнувся більше ніколи не зближуватись з жінками, що пов'язані з справами, що він веде у ФБР.
За три роки до приїзду Купера до Твін Піксу йому наснився сон про тяжке становище тибетського народу, в якому Купер відкрив для себе особливості тибетського дедуктивного методу. Побачене уві сні настільки вразило його, що, як він потім вказував, це спонукало його до нетрадиційних методів у розслідуваннях. Купер розповів про свої дивні пророчі сни своєму начальнику, Гордону Коулу. Хоча на той час спеціальний агент Честер Десмонд безслідно зник при розслідування дивного вбивства, Купер бере на себе розслідування, але не може знайти ніяких доказів, що проливали б світло на вбивство Терези Бенкс, або місцезнаходження агента Десмонда. Приблизно роком пізніше Купер говорить шефові ФБР Розенфілду, що відчуває, що вбивця Терези Бенкс знову має завдати удар найближчим часом і що його жертвою стане молода жінка, що має світле волосся, має активне сексуальне життя та вживає наркотики і яка кричить про допомогу. Розенфільд швидко заспокоює Купера.
24 лютого 1989 року Купер приїжджає у містечко Твін Пікс, аби розслідувати вбивство Лори Палмер. В результаті він допомагає департаменту шерифа Твін Пікса і у розслідуванні інших справ. У Твін Піксі Купер дізнається про існування містичних місць Чорного та Білого Вігвамів та духів, що їх населяють. Купер заходить до Чорного Вігваму, символу зла та пекла, для того, щоб врятувати об'єкт свого кохання - Енні Блексберн. У Чорному Вігвамі він зустрічає свого лихого двійника, який виходить з Вігваму замість нього, натомість подальша доля справжнього агента Купера лишається невідомою.
Фільм Девіда Лінча «Твін Пікс: Вогонь, іди зі мною» проливає деяке світло на долю Купера у фіналі серіалу, в той же час цей фільм є пріквелом, який показує деталі останнього тижня життя Лори Палмер. В одному епізоді фільму у сновидінні Лори про Чорний Вігвам та його мешканців агент Купер, що лишився у Вігвамі навіки, зустрічається з Лорою та попереджає ні у якому разі не брати каблучку, котру показує Людина з іншого місця. Коли Лора (імовірно) прокидається, вона бачить у своєму ліжку закривавлену Енні Блекберн, яка говорить, що "добрий Дейл" зараз у Вігвамі і не може звідти вибратися, а Лорі варто було б записати про це у щоденник. Невідомо чи Лора справді зробила це.
У фіналі фільму Лора Палмер сидить у Червоній кімнаті та дивиться на агента Купера. Її рука спочиває на його плечі. Невдовзі після цього янгол Лори постає перед ними і фільм закінчується. Що стоїть за присутністю Купера поруч із Лорою Палмер у Чорному Вігвамі і подальша доля агента - невідомі.

## Відносини з людьми
В серіалі показано, що місто Твін Пікс сподобалося агенту Куперу, з багатьма з його жителів він знайшов повне порозуміння, особливо з шерифом Гарі С. Труменом та його заступниками Томмі "Хоуком" Хіллом та Енді Бренаном. Хоча Трумен спочатку скептично ставиться до нетрадиційних методів Купера у розслідуванні та його поглядах на потойбіччя, він найчастіше готовий прийняти рішення Купера (саме про Купера під час інциденту з наркотиками на території Канади він говорить, що той - найкращий правоохоронець з усіх відомих Труменові). Їхнє порозуміння ще помітніше в інших сценах — під час порятунку Одрі Хорн з закладу "Одноокий Джек", під час непорозуміння з наркотрафіком, у якому звинувачували Купера Трумен захищав його і фіналі серіалу чекав у Гластонберійському гаю повернення Купера з Чорного Вігваму.
До приїзду у Твін Пікс Дейл Купер мав стосунки з Керолайн Ерл, дружиною свого колишнього партнера Віндома Ерла. Керолайн знаходилась під захистом Купера та Ерла як свідок федерального злочину. Користуючись недоглядом Купера, Ерл, втрачає голову та вбиває власну дружину. Смерть Керолайн на нездатність її захистити продовжує переслідувати Купера і після прибуття в Твін Пікс: при обговоренні жінок з шерифом Труменом та його заступниками Купер говорить про своє розбите серце.
Після прибуття агента у Твін Пікс швидко стає відомо про те, що Одрі Хорн небайдужа до нього. Зацікавленість дівчини виявилась взаємною, проте Купер дає їй відсіч, коли знаходить у своєму ліжку, проте говорить, що він не проти бути її добрим другом. Після зникнення Одрі, організованого Жаном Рено, Купер у своїй звичній розмові на диктофон зізнається Дайані, що все, про що він зараз може думати - це посмішка Одрі Хорн.
Як зазначив Кайл Маклахлен у інтерв'ю для випуску DVD-комплекту серіалу у 2007 році, він сам наклав вето на стосунки його героя з Одрі Хорн, оскільки відчував, що характер агента Купера не допускає сексуальних стосунків зі школяркою. Після скасування виробництва автори серіалу зазначають, що стосунки Дейла Купера та Одрі Хорн мали стати основною сюжетною лінією серіалу після розкриття вбивства Лори Палмер.
Після свого поновлення на службі у ФБР, Купер зустрічає Ені Блекберн, сестру Норми Дженінгс, у яку одразу закохується. Купер бачить у ній споріднену душу, яка також як і він спостерігає світ з цікавістю та подивом. Енні та Купер мають у минулому спільне розчарування та розбите серце (можливо, автори мали на увазі спробу самогубства дівчини, яка сприяла тому, що вона вирішила піти у монастир) Купер допомагає Енні підготуватися до конкурсу "Міс Твін Пікс". Під час конкурсу (який до речі виграла Енні) дівчину викрав Віндом Ерл та доставив її у Чорний Вігвам.